# FIRST CUT
『FIRST CUT』（ファースト・カット）は、倉木麻衣のミュージック・ビデオ集である。自身初の映像作品。2000年11月8日発売。

## 概要
1stシングル「Love, Day After Tomorrow」から5thシングル「Simply Wonderful」までの全シングルと、全米デビュー曲「Baby I Like」のミュージックビデオを集めたVHS・DVD。その他、「Stay by my side」で倉木麻衣の歌唱シーンのアップのみを編集して収録した「Stay by my side」(Dream on ver.)、COUNT DOWN TVなどで放送された、1stアルバム『delicious way』の全曲紹介映像や、メイキング風景、ディスコグラフィーも収録。各映像の詳細は後述。初のビジュアル作品にして初登場1位を記録、発売前から予約が雑踏したためリリース当初入手困難となった。
6thシングル「Reach for the sky」と同時発売された。

## 収録曲
1. opening
2. Love, Day After Tomorrow
  - 各クリップの開始前には、一部クリップを除き、メイキングなどのイメージ映像が挿入される。終始モノクロで展開し、1番は倉木がタートルネックを着用して歌う姿を中心に、2番ではレコーディングの様子を中心にしつつ、倉木のアップ映像が多くなる。
3. Stay by my side
4. Secret of my heart
  - 無人の渋谷公会堂のステージ上に、倉木がラジカセを持参し登場、再生スイッチを押すことで楽曲が始まる。ステージセットを全く立てていない状態でフルで歌唱する様子を収録。後に2002年に行われた初の全国ツアー「Mai Kuraki“Loving You…”Tour 2002」でこの演出が再現された。
5. making of Secret of my heart
  - 渋谷公会堂でのビデオクリップ撮影のメイキングを収録。このメイキング映像の冒頭でPV撮影の場所が明らかにされた。使用されているBGMは「Secret of my heart」のリミックス音源。
6. NEVER GONNA GIVE YOU UP
  - ビーイングのビデオクリップの傾向を踏襲した、レコーディングスタジオでの歌唱の様子を収録。基本的にモノクロで進行するが、コーラスで参加したマイケル・アフリックとのラップの掛け合いが始まる部分では、一転してカラーに変化し、スピーカーの前で倉木とマイケルがラップを披露した後は、再びモノクロに戻る構成となっている。
7. delicious way ~select song
  - 1stアルバム「delicious way」の全曲紹介映像。ただしシングルのPVはカットした別バージョン。カットした分だけアルバムクリップの時間が、放送されたバージョンより長くなっている (ただし、Baby Tonight 〜You & Me〜、Can't get enough〜gimme your love〜、Everything's All Right、君との時間はカットされている)。
8. Simply Wonderful
  - クリップ開始前に収録されたイメージ映像に使用された音源は「Simply Wonderful」のリミックスであり、1曲目収録の「Simply Wonderful～Club Edit～」ではない。PV本編ではシングルでは2曲目に収録されている「Simply Wonderful～Radio Edit～」が流れており、こちらのバージョンを正式なPVとして収録。なお「Simply Wonderful～Club Edit～」の1分半程のショートPVも制作されており、「Radio Edit」のPVの歌唱映像の部分を「Club Edit」の速いテンポに口元の動きを合わせる事で代用PVとしている。
9. Stay by my side ~Dream on ver.
  - 倉木のアップによる歌唱映像だけで最初から最後まで進行する別バージョン。発売当初に公開されたバージョンでは最後まで倉木しか登場しないバージョンだったが、収録されたバージョンでは、教会の映像やコーラスの姿などが随所に挿入されている。
10. Baby I Like
  - 倉木が全米デビューした際のシングルクリップ。ボストンで1999年7月にレコーディングされた時の様子を収録。PV冒頭に「maiking of Baby I Like」という字幕が表示され、あくまでメイキング映像という体裁を取っている。デビューから倉木の楽曲の編曲を担当するCybersoundの2人(Perry Geyer・Miguel Sá Pessoa)もPV冒頭で1999年7月30日に収録されたインタビュー映像で登場する。映像はフェイドアウトするが、音源はフェイドアウトせずにそのままスタッフロールのパートへ突入する。
11. Discography
  - 「FIRST CUT」までに発売された全作品のディスコグラフィー。使用されている音源は「Love, Day After Tomorrow」のカップリングとして収録されている「Everything's All Right」のリミックス。